# Zpupný krákal
Zpupný krákal (v anglickém originále Upstart Crow) je britský televizní sitcom, který měl premiéru 9. května 2016 na stanici BBC Two jako součást oslav čtyřstého výročí úmrtí Williama Shakespeara.
Seriál je napsaný Benem Eltonem a je zasazený od roku 1592 (rok Greenovy citace) a dál. Shakespeara hraje David Mitchell; jeho ženu, Annu Hathaway, hraje Liza Tarbuck a Greena samotného Mark Heap.
V červnu 2016 BBC oznámilo, že Vánoční speciál by měl byt ve výrobě a že byla objednána druhá řada: ta se začala vysílat 11. září 2017 a Vánoční speciál měl premiéru na Štědrý den 2017.
V říjnu 2017, po skončení druhé řady, BBC objednalo třetí řadu a také druhý Vánoční speciál a premiéra byla stanovena na rok 2018.
V Česku měl seriál premiéru 5. ledna 2018 na šestém kanálu České televize.

## Obsazení
- David Mitchell jako William Shakespeare
- Liza Tarbuck jako Anne Hathaway, Willova žena
- Paula Wilcox jako Mary Arden, Shakespeareova matka
- Helen Monks jako Susanna, dcera Shakespeara a Anny
- Harry Enfield jako John Shakespeare, Willův otec
- Gemma Whelan jako Kate
- Tim Downie jako Christopher "Kit" Marlowe, dramatik a špion
- Rob Rouse jako Bottom, Shakespearův domácí sluha
- Mark Heap jako Robert Greene
- Dominic Coleman jako Henry Condell, herec
- Steve Speirs jako Richard Burbage, herec a leader Willovy herecké společnosti
- Spencer Jones jako William Kempe, komik
- Jocelyn Jee Esien jako Lucy, hospodyně a bývalá otrokyně
- Noel Fielding jako Thomas Morley, hudební skladatel
- Adam Harley jako Lord Southampton

## Řady
| Řada | Díly   | Premiéra ve VB    | Premiéra ve VB                             | Premiéra v ČR   | Premiéra v ČR   |
| Řada | Díly   | První díl         | Poslední díl                               | První díl       | Poslední díl    |
| ---- | ------ | ----------------- | ------------------------------------------ | --------------- | --------------- |
| 1    | 6      | 9. května 2016    | 13. června 2016                            | 5. ledna 2018   | 9. února 2018   |
| 2    | 6 (+1) | 11. září 2017     | 16. října 2017 25. prosince 2017 (speciál) | nebylo vysíláno | nebylo vysíláno |
| 3    | 6 (+1) | 29. srpna 2018    | 3. října 2018 25. prosince 2018 (speciál)  | nebylo vysíláno | nebylo vysíláno |
| 0    | 1      | 21. prosince 2020 | 21. prosince 2020                          | nebylo vysíláno | nebylo vysíláno |